# 韓流四天王
韓流四天王（かんりゅうしてんのう、ハンりゅうしてんのう）とは、韓国人俳優であるペ・ヨンジュン、チャン・ドンゴン、イ・ビョンホン、ウォンビンの4人をまとめて称した呼び名である
。

## 概要
韓流四天王という言葉は、韓国の人気俳優である上記4人を指す。2004年前後に日本で起きた韓流ブームで頻繁にマスメディアなどによって使われた言葉である。日本以外では通用しない。
NHK-BSで『冬のソナタ』など韓国ドラマが放送され始めた2003年、韓国ドラマや韓国映画を紹介する関連書籍がいくつかの出版社から出された。そのうち、宝島社の発行したムックで韓国人俳優を取り上げた際、上記の4人を「四天王」として紹介したのが始まりである。よって4人に直接的な因果関係があるわけではない。翌2004年、日本で本格的な韓流ブームが起き韓国ドラマ、韓国映画および韓国人俳優が非常に多くのメディアで取り上げられると、韓流四天王という言葉が多用され一般に広まった。
韓流ブームはその後もさらに続き、クォン・サンウ、ソン・スンホンなど、人気を得る俳優が続々と登場したため、上記4人を「韓流四天王」と称していたのは韓流ブームの初期の頃のみだったと言える。